# Юнацька збірна України з футболу (U-20)
Юнацька збірна України (U-20) з футболу — національна футбольна збірна України гравців віком до 20 років. Збирається під керівництвом Української асоціації футболу.
Головним турніром для команди є Молодіжний чемпіонат світу. Кваліфікаційним турніром на чемпіонат світу U-20 для європейських країн є Юнацький чемпіонат Європи U-19, в якому бере участь збірна України U-19.

## Історія
На чемпіонаті світу 2019 року, який пройшов у Польщі, збірна України стала чемпіоном світу. До цього українці тричі виходили із групи, але завжди покидали турнір на стадії 1/8-ї фіналу.
| Рік    | Раунд              | Місце              | І                  | В                  | Н                  | П                  | Г+                 | Г-                 |
| ------ | ------------------ | ------------------ | ------------------ | ------------------ | ------------------ | ------------------ | ------------------ | ------------------ |
| 1977   | була у складі СРСР | була у складі СРСР | була у складі СРСР | була у складі СРСР | була у складі СРСР | була у складі СРСР | була у складі СРСР | була у складі СРСР |
| 1979   | була у складі СРСР | була у складі СРСР | була у складі СРСР | була у складі СРСР | була у складі СРСР | була у складі СРСР | була у складі СРСР | була у складі СРСР |
| 1981   | була у складі СРСР | була у складі СРСР | була у складі СРСР | була у складі СРСР | була у складі СРСР | була у складі СРСР | була у складі СРСР | була у складі СРСР |
| 1983   | була у складі СРСР | була у складі СРСР | була у складі СРСР | була у складі СРСР | була у складі СРСР | була у складі СРСР | була у складі СРСР | була у складі СРСР |
| 1985   | була у складі СРСР | була у складі СРСР | була у складі СРСР | була у складі СРСР | була у складі СРСР | була у складі СРСР | була у складі СРСР | була у складі СРСР |
| 1987   | була у складі СРСР | була у складі СРСР | була у складі СРСР | була у складі СРСР | була у складі СРСР | була у складі СРСР | була у складі СРСР | була у складі СРСР |
| 1989   | була у складі СРСР | була у складі СРСР | була у складі СРСР | була у складі СРСР | була у складі СРСР | була у складі СРСР | була у складі СРСР | була у складі СРСР |
| 1991   | була у складі СРСР | була у складі СРСР | була у складі СРСР | була у складі СРСР | була у складі СРСР | була у складі СРСР | була у складі СРСР | була у складі СРСР |
| 1993   | не брала участі    | не брала участі    | не брала участі    | не брала участі    | не брала участі    | не брала участі    | не брала участі    | не брала участі    |
| 1995   | не кваліфікувалася | не кваліфікувалася | не кваліфікувалася | не кваліфікувалася | не кваліфікувалася | не кваліфікувалася | не кваліфікувалася | не кваліфікувалася |
| 1997   | не кваліфікувалася | не кваліфікувалася | не кваліфікувалася | не кваліфікувалася | не кваліфікувалася | не кваліфікувалася | не кваліфікувалася | не кваліфікувалася |
| 1999   | не кваліфікувалася | не кваліфікувалася | не кваліфікувалася | не кваліфікувалася | не кваліфікувалася | не кваліфікувалася | не кваліфікувалася | не кваліфікувалася |
| 2001   | 1/8 фіналу         | 11-е               | 4                  | 1                  | 2                  | 1                  | 6                  | 5                  |
| 2003   | не кваліфікувалася | не кваліфікувалася | не кваліфікувалася | не кваліфікувалася | не кваліфікувалася | не кваліфікувалася | не кваліфікувалася | не кваліфікувалася |
| 2005   | 1/8 фіналу         | 12-е               | 4                  | 1                  | 1                  | 2                  | 7                  | 7                  |
| 2007   | не кваліфікувалася | не кваліфікувалася | не кваліфікувалася | не кваліфікувалася | не кваліфікувалася | не кваліфікувалася | не кваліфікувалася | не кваліфікувалася |
| 2009   | не кваліфікувалася | не кваліфікувалася | не кваліфікувалася | не кваліфікувалася | не кваліфікувалася | не кваліфікувалася | не кваліфікувалася | не кваліфікувалася |
| 2011   | не кваліфікувалася | не кваліфікувалася | не кваліфікувалася | не кваліфікувалася | не кваліфікувалася | не кваліфікувалася | не кваліфікувалася | не кваліфікувалася |
| 2013   | не кваліфікувалася | не кваліфікувалася | не кваліфікувалася | не кваліфікувалася | не кваліфікувалася | не кваліфікувалася | не кваліфікувалася | не кваліфікувалася |
| 2015   | 1/8 фіналу         | 9-е                | 4                  | 2                  | 2                  | 0                  | 10                 | 1                  |
| 2017   | не кваліфікувалася | не кваліфікувалася | не кваліфікувалася | не кваліфікувалася | не кваліфікувалася | не кваліфікувалася | не кваліфікувалася | не кваліфікувалася |
| 2019   | Чемпіон            | 1-е                | 7                  | 6                  | 1                  | 0                  | 13                 | 4                  |
| 2023   | не кваліфікувалася | не кваліфікувалася | не кваліфікувалася | не кваліфікувалася | не кваліфікувалася | не кваліфікувалася | не кваліфікувалася | не кваліфікувалася |
| 2025   | кваліфікувалася    | кваліфікувалася    | кваліфікувалася    | кваліфікувалася    | кваліфікувалася    | кваліфікувалася    | кваліфікувалася    | кваліфікувалася    |
| Усього | Чемпіон            | 5/15               | 19                 | 10                 | 6                  | 3                  | 36                 | 17                 |

## Матчі

### Останні матчі
| 22 березня 2025 16:00 Товариський матч |

| Україна   | 1:0      | Північна Ірландія |
| --------- | -------- | ----------------- |
| Чабан 51' | Протокол |                   |

| Белек ( Туреччина) |

| 25 березня 2025 14:00 Товариський матч |

| Україна                 | 1:0      | Норвегія |
| ----------------------- | -------- | -------- |
| Маткевич 62' · Годя 78' | Протокол |          |

| Белек ( Туреччина) |

| 10 червня 2025 16:00 Товариський матч |

| Україна     | 1:1      | США        |
| ----------- | -------- | ---------- |
| Гаджиєв 40' | Протокол | Васкес 70' |

| Сан-Педро-дель-Пінатар ( Іспанія) |

### Заплановані матчі
| 27 вересня 2025 17:00 МЧС 2025 |

| Південна Корея | — | Україна |
| -------------- | - | ------- |
|                |   |         |

| Еліас Фігероа Брандер, Вальпараїсо ( Чилі) |

| 30 вересня 2025 17:00 МЧС 2025 |

| Панама | — | Україна |
| ------ | - | ------- |
|        |   |         |

| Еліас Фігероа Брандер, Вальпараїсо ( Чилі) |

| 3 жовтня 2025 17:00 МЧС 2025 |

| Україна | — | Парагвай |
| ------- | - | -------- |
|         |   |          |

| Національний стадіон ім. Хуліо Мартінеса Праданоса, Сантьяго ( Чилі) |

## Тренерський штаб
| Посада                     | Ім'я              |
| -------------------------- | ----------------- |
| Головний тренер            | Дмитро Михайленко |
| Помічник головного тренера | Іван Трубочкін    |
| Тренер воротарів           | Володимир Тименко |
| Тренер із фізпідготовки    | Антон Дяченко     |

## Поточний склад
На молодіжному чемпіонаті світу 2025 мають право грати футболісти, народжені не раніше 1 січня 2005 року.
Заявка збірної на матч проти США, що відбувся 10 червня 2025 року. Кількість ігор і голів за збірну U-20 наведені станом на 10 червня 2025 року після матчу проти США.
| № | Поз. | Гравець                      | Дата народження (вік)        | Ігри | Голи | Клуб                         |
| - | ---- | ---------------------------- | ---------------------------- | ---- | ---- | ---------------------------- |
|   | ВР   | Ілля Волошин                 | 15 січня 2007 (18 років)     | 1    | −0   | «Реал» (Мадрид) U-18         |
|   | ВР   | Ілля Попович                 | 30 листопада 2005 (19 років) | 1    | −0   | «Кішварда»                   |
|   | ВР   | Денис Марченко               | 5 лютого 2007 (18 років)     | 1    | −1   | «Оболонь» (Київ)             |
|   |      |                              |                              |      |      |                              |
|   | ЗХ   | Олексій Гусєв                | 16 березня 2005 (20 років)   | 3    | 0    | «Металіст 1925» (Харків)     |
|   | ЗХ   | Кирило Дігтярь               | 25 листопада 2007 (17 років) | 3    | 0    | «Металіст» (Харків)          |
|   | ЗХ   | Владислав Захарченко         | 16 червня 2006 (19 років)    | 3    | 0    | «Динамо» (Київ) U-19         |
|   | ЗХ   | Микола Киричок               | 16 травня 2006 (19 років)    | 3    | 0    | «Карпати» (Львів) U-19       |
|   | ЗХ   | Микола Огарков               | 18 лютого 2005 (20 років)    | 3    | 0    | «Шахтар» (Донецьк) U-19      |
|   | ЗХ   | Олександр Жовтенко           | 17 лютого 2005 (20 років)    | 1    | 0    | «Інгулець» (Петрове)         |
|   | ЗХ   | Віталій Катрич               | 17 лютого 2005 (20 років)    | 1    | 0    | «Інгулець» (Петрове)         |
|   |      |                              |                              |      |      |                              |
|   | ПЗ   | Рамік Гаджиєв                | 14 серпня 2005 (19 років)    | 3    | 1    | «Металіст 1925» (Харків)     |
|   | ПЗ   | Іван Чабан                   | 24 липня 2006 (18 років)     | 3    | 1    | «Карпати» (Львів)            |
|   | ПЗ   | Данііл Ващенко               | 2 жовтня 2005 (19 років)     | 3    | 0    | «Олександрія»                |
|   | ПЗ   | Ярослав Караман              | 8 червня 2006 (19 років)     | 3    | 0    | «Полісся» (Житомир)          |
|   | ПЗ   | Максим Мельниченко (капітан) | 12 лютого 2005 (20 років)    | 3    | 0    | «Полісся» (Житомир)          |
|   | ПЗ   | Роман Саленко                | 18 травня 2005 (20 років)    | 3    | 0    | «Динамо» (Київ)              |
|   | ПЗ   | Артур Шах                    | 11 травня 2005 (20 років)    | 3    | 0    | «Карпати» (Львів)            |
|   | ПЗ   | Богдан Будко                 | 7 січня 2006 (19 років)      | 1    | 0    | АЗ (Алкмар) U-19             |
|   | ПЗ   | Данило Кревсун               | 21 квітня 2005 (20 років)    | 1    | 0    | «Боруссія-2» (Дортмунд)      |
|   | ПЗ   | Віктор Цуканов               | 4 лютого 2006 (19 років)     | 1    | 0    | «Шахтар» (Донецьк)           |
|   | ПЗ   | Дмитро Кремчанін             | 22 березня 2005 (20 років)   | 0    | 0    | «Динамо» (Київ) U-19         |
|   | ПЗ   | Максим Лень                  | 25 листопада 2006 (18 років) | 0    | 0    | «Фортуна» (Дюссельдорф) U-19 |
|   |      |                              |                              |      |      |                              |
|   | НП   | Артем Гусол                  | 5 січня 2006 (19 років)      | 1    | 0    | «Колос» (Ковалівка)          |
|   | НП   | Владислав Герич              | 7 листопада 2005 (19 років)  | 0    | 0    | «Динамо» (Київ) U-19         |

### Останні виклики
Наступні гравці викликалися до юнацької збірної U-20 протягом останніх 12 місяців.
| Поз. | Гравець             | Дата народження (вік)        | Ігри | Голи | Клуб                       | Останній виклик           |
| ---- | ------------------- | ---------------------------- | ---- | ---- | -------------------------- | ------------------------- |
| ВР   | Максим Воронов      | 9 червня 2006 (19 років)     | 1    | −0   | «Атлетіку Паранаенсі» U-20 | Норвегія, 25 березня 2025 |
| ВР   | Владислав Крапивцов | 25 червня 2005 (20 років)    | 1    | −0   | «Жирона»                   | Норвегія, 25 березня 2025 |
|      |                     |                              |      |      |                            |                           |
| ЗХ   | Антон Дрозд         | 6 серпня 2005 (19 років)     | 2    | 0    | «Шахтар» (Донецьк) U-19    | США, 10 червня 2025 РЕЗ   |
| ЗХ   | Даніель Вернаттус   | 9 лютого 2006 (19 років)     | 2    | 0    | «Металіст» (Харків)        | Норвегія, 25 березня 2025 |
| ЗХ   | Іван Єрмачков       | 8 червня 2005 (20 років)     | 2    | 0    | «Вікторія» (Берлін)        | Норвегія, 25 березня 2025 |
|      |                     |                              |      |      |                            |                           |
| ПЗ   | Андрій Маткевич     | 11 січня 2005 (20 років)     | 2    | 0    | «Зоря» (Луганськ)          | США, 10 червня 2025 РЕЗ   |
| ПЗ   | Дмитро Годя         | 10 березня 2005 (20 років)   | 2    | 1    | «Верес» (Рівне)            | Норвегія, 25 березня 2025 |
| ПЗ   | Тімур Тутєров       | 11 червня 2005 (20 років)    | 0    | 0    | «Сандерленд» U-21          | Норвегія, 25 березня 2025 |
|      |                     |                              |      |      |                            |                           |
| НП   | Матвій Пономаренко  | 11 січня 2006 (19 років)     | 2    | 0    | «Динамо» (Київ)            | США, 10 червня 2025 РЕЗ   |
| НП   | Артем Степанов      | 10 серпня 2007 (17 років)    | 0    | 0    | «Баєр 04» (Леверкузен)     | США, 10 червня 2025 РЕЗ   |
| НП   | Федір Задорожний    | 16 листопада 2006 (18 років) | 2    | 0    | «Динамо» (Київ) U-19       | Норвегія, 25 березня 2025 |

Примітки
- УШК — вибув з поточного складу через ушкодження
- ВИБ — вибув зі складу через причини, не пов’язані з ушкодженням
- РЕЗ — резервний склад: замінює гравця збірної в разі його ушкодження тощо

## Чемпіонський склад 2019
Гравці, які потрапили до заявки на молодіжний чемпіонат світу з футболу 2019, де здобули Кубок Світу.
| №  | Поз. | Гравець              | Дата народження (вік)       | Ігри | Голи | Клуб                 |
| -- | ---- | -------------------- | --------------------------- | ---- | ---- | -------------------- |
| 1  | ВР   | Андрій Лунін         | 11 лютого 1999 (26 років)   | 5    | −6   | Леганес              |
| 2  | ЗХ   | Валерій Бондар       | 27 лютого 1999 (26 років)   | 9    | 0    | Шахтар (Донецьк)     |
| 3  | ЗХ   | Олександр Сафронов   | 11 червня 1999 (26 років)   | 7    | 0    | Дніпро-1             |
| 4  | ЗХ   | Денис Попов          | 17 лютого 1999 (26 років)   | 9    | 4    | Динамо (Київ)        |
| 5  | ЗХ   | Олег Веремієнко      | 13 лютого 1999 (26 років)   | 2    | 0    | Калуш                |
| 6  | ПЗ   | Максим Чех           | 3 січня 1999 (26 років)     | 8    | 0    | Шахтар (Донецьк)     |
| 7  | ПЗ   | Георгій Цітаішвілі   | 18 листопада 2000 (24 роки) | 5    | 1    | Динамо (Київ)        |
| 8  | ПЗ   | Олексій Хахльов      | 6 лютого 1999 (26 років)    | 6    | 0    | Депортіво Алавес     |
| 9  | ЗХ   | Віктор Корнієнко     | 14 лютого 1999 (26 років)   | 10   | 0    | Шахтар (Донецьк)     |
| 10 | ПЗ   | Сергій Булеца        | 16 лютого 1999 (26 років)   | 10   | 4    | Динамо (Київ)        |
| 11 | НП   | Владислав Супряга    | 15 лютого 2000 (25 років)   | 8    | 2    | Динамо (Київ)        |
| 12 | ВР   | Владислав Кучерук    | 14 лютого 1999 (26 років)   | 3    | −1   | Динамо (Київ)        |
| 13 | ЗХ   | Данило Бескоровайний | 7 лютого 1999 (26 років)    | 9    | 0    | Земплін (Михайлівці) |
| 14 | НП   | Данило Сікан         | 16 квітня 2001 (24 роки)    | 6    | 4    | Маріуполь            |
| 15 | ПЗ   | Кирило Дришлюк       | 16 вересня 1999 (25 років)  | 8    | 0    | Олександрія          |
| 16 | ПЗ   | Микола Мусолітін     | 21 січня 1999 (26 років)    | 3    | 0    | Чорноморець (Одеса)  |
| 17 | ЗХ   | Юхим Конопля         | 26 серпня 1999 (25 років)   | 8    | 0    | Шахтар (Донецьк)     |
| 18 | НП   | Денис Устименко      | 12 квітня 1999 (26 років)   | 6    | 1    | Олександрія          |
| 19 | ЗХ   | Ігор Снурніцин       | 7 березня 2000 (25 років)   | 2    | 0    | Олімпік (Донецьк)    |
| 20 | ВР   | Дмитро Різник        | 30 січня 1999 (26 років)    | 2    | −2   | Ворскла Полтава      |
| 21 | ПЗ   | Олексій Кащук        | 29 червня 2000 (25 років)   | 8    | 0    | Шахтар (Донецьк)     |

Головний тренер — Олександр Петраков